# Partidos políticos de Brasil
Los partidos políticos en el Brasil existen desde la primera mitad del siglo XIX. Más de doscientas agrupaciones surgieron en ese periodo, pero ninguno de ellos duró mucho. No existen partidos centenarios en el Brasil, como es común, por ejemplo, en los Estados Unidos, donde demócratas (desde 1790) y republicanos (desde 1837) alternando en el poder.
Frecuentemente los partidos brasileños fueron forzados a tener que comenzar prácticamente del cero una nueva trayectoria; tales roturas ocurrieron implantación de la república, en 1889, que sepultó los partidos monarquistas; por la Revolución de 1930, que desactivó los partidos republicanos “carcomidos” o estatales; por el Estado Novo (1937-1945) el cual vetó la existencia de partidos; y por el Régimen Militar de 1964 que re-organizó los partidos políticos a un artificial bipartidismo.

## Historia
Imperio del Brasil
Hasta 1837 no se puede hablar a rigor en partidos políticos en el Brasil. Ese año se formaron las dos agremiaciones que caracterizaron el Pedro II, a de los Conservadores, llamado Partido Conservador (saquaremas) y a de los Liberales, llamado Partido Liberal (lucías).
Estos partidos y más el Partido Republicano Paulista fueron los partidos de más larga duración en el Brasil.
Los conservadores defendían un régimen fuerte, con autoridad concentrada en el trono y poca libertad concedida a las provincias. Los liberales se inclinaban por el fortalecimiento del parlamento y por una mayor autonomía provincial. Ambos eran por el mantenimiento del régimen esclavista, pero los liberales aceptaban su supressão, conducida por un proceso lento y gradual que conduciría a la abolición de la esclavitud.
Pocos votaban, el voto era jerárquico, basado en criterio censitario (Ley Saraiva, 1881). Las elecciones eran realizadas en dos turnos; las asambleas parroquiales escogían los electores de las provincias, y estos, por su parte, escogían los representantes de la nación y de las provincias. Tanto conservadores como liberales pertenecían la misma clase social, a de los propietarios de tierras, de bienes y de esclavos. De entre los liberales había más comerciantes, periodistas, y poblaciones urbanas en general.
La República Vieja y el Era Vargas
La república implantada a partir de la Proclamación de la República, en 15 de noviembre de 1889, fue un golpe militar, obra de generales, y contó con escasa presencia de republicanos auténticos. Aun así, surgieron partidos regionales que acabaron por impedir la formación de agremiaciones nacionales, que pretendían agregar fuerzas políticas en el país entero, que no fueron adelante.
Esos partidos regionales favorecieron la adopción del coronelismo y de sus conocidas prácticas: democracia y elecciones "de fachada", con sus resultados siempre manipulados por el coronel local, por el cabo-electoral y por el curral electoral, con la función básica de garantizar resultados satisfactorios al grupo gobernante.
Esta prácticas, que herían el principio básico del sistema republicano, generaron la violencia política que explotó en varios movimientos tales como el Movimiento Tenentista, de 1922-27, de la Revolución de 1923 en el Río Grande del Sur, o lo de la Revuelta de la Princesa en la Paraíba, en 1928).
Estos partidos regionales convivieron, por algunos años, con los partidos ideológicos, nacionales, como el Partido Comunista Brasileño, fundado en 1922 y la Acción Integralista Brasileña, 1932.
Ambos partidos intentaron deponer el régimen de Getúlio Vargas por medio de un golpe. El PCB fue el principal articulador del frente que se formó en la Alianza Nacional Libertadora (ANL) y responsable por la fracasada insurrección comunista, de 27 de noviembre de 1935, mientras la Acción Integralista Brasileña intentó asaltar el Palacio de la Guanabara, en 12 de mayo de 1938, para derrumbar el gobierno del Estado Nuevo que los hube excluido del poder.
Partidos de la república redemocratizada: 1945-1965
Después de haber sido totalmente prohibidos durante el Estado Nuevo (1937-1945), los partidos políticos fueron nuevamente legalizados en 1945. La vida política brasileña entre 1945 y 1964 fue polarizada entre los partidos getulistas (PSD y PTB) y el principal partido antigetulista (la UDN).
El Partido Social Democrático abrigaba las corrientes más conservadoras del getulismo, formada por propietarios rurales y por altos empleados estatales, mientras que el Partido Laborista Brasileño (PTB), reunía los liderazgos sindicales y los obreros fabriles en general. El partido rival, la Unión Democrática Nacional, liberal y antipopulista, congregava el alta burguesía y la clase media urbana, defensora del capital extranjero y de la iniciativa privada. Cubre a la UDN el papel de ser la principal fiscal de las impugnaciones de las victorias electorales de la coalición PSD-PTB (1950, 1955), así como la mayor instigadora de las tentativas de golpes, contra Getúlio, Juscelino y Jânio, que se sucedieron, hasta la victoria del golpe militar de 1964.
Desde 1964
El bipartidismo en el Brasil fue creado pelo Acto Complementario n° 4, bajado en 20 de noviembre de 1965 por el presidente Castelo Branco.
A partir de 1965 solamente era permitida la existencia de dos asociaciones políticas nacionales, y ninguna de ellas podía usar la palabra “partido”. Se creó entonces la Alianza Renovadora Nacional (ARENA), base de sustentación civil del régimen militar, formada mayoritariamente por la Unión Democrática Nacional (UDN) y algunos elementos más conservadores del Partido Social Democrático PSD, y el Movimiento Democrático Brasileño (MDB), que tenía la función de hacer una oposición "bien-comportada", que fuera tolerable al régimen, sin embargo abrigó a los militantes del PCB que estaba en la ilegalidad, así colaborando para la causa colectiva de una "democracia" en el Brasil y rechazándose a recurrir a la lucha armada, como a hicieron las organizaciones de izquierda clandestinas.
El régimen militar permitía el sistema de casaciones de mandatos, que usaba amiúde para descartarse de sus adversarios (4.682 perdieron sus derechos políticos). Se juntaron en la ARENA todos los liderazgos liberales, conservadoras, ex-udenistas, y hasta algunos fascistas; mientras los políticamente más al centro, los escasos laborales supervivientes de los expurgados del régimen, y todos aquellos que no fueron invitados para entrar en la ARENA se inscribieron, mezclados, en el MDB. Esa situación de congelamento de la situación partidaria en el Brasil, "mano militar", se prolongó por casi veinte años.
En 1980, volvió a existir el pluripartidismo siendo inicialmente creados 5 partidos políticos, siendo que actualmente hay 27 partidos políticos registrados en el Tribunal Superior Electoral.